# Distratto (EP)
Distratto è il primo EP della cantante italiana Francesca Michielin, pubblicato il 26 gennaio 2012 dalla Sony Music.

## Descrizione
La versione digitale è una versione ridotta, in essa sono contenute 4 tracce contro le 6 del supporto fisico: il singolo di debutto Distratto, scritto da Elisa e Roberto Casalino, e tre cover scelte tra quelle interpretate dall'artista durante la trasmissione: Whole Lotta Love dei Led Zeppelin, Someone like You di Adele e Higher Ground di Stevie Wonder.
La versione fisica uscita il 24 gennaio contiene in aggiunta altre due cover: Roadhouse Blues dei The Doors e Confusa e felice di Carmen Consoli.

## Tracce
1. Distratto – 4:14 (testo: Elisa, Roberto Casalino – musica: Elisa)
2. Whole Lotta Love – 4:04 (John Bonham, John Paul Jones, Jimmy Page, Robert Plant, Willie Dixon)
3. Someone like You – 4:36 (Adele Adkins, Dan Wilson)
4. Higher Ground – 3:11 (Stevie Wonder)
5. Roadhouse Blues – 3:48 (testo: Jim Morrison – musica: The Doors)
6. Confusa e felice – 3:02 (Carmen Consoli)

## Formazione
- Francesca Michielin – voce, cori
- Francesco Cainero – basso
- Elisa – pianoforte
- Cristiano Norbedo – tastiera, programmazione
- Andrea Rigonat – chitarra acustica, chitarra elettrica, programmazione
- Andrea Fontana – batteria, percussioni

## Classifiche
| Classifica (2012) | Posizione massima |
| ----------------- | ----------------- |
| Italia            | 9                 |